# Episodi di Resurrection Blvd. (terza stagione)
La terza stagione della serie televisiva Resurrection Blvd. è stata trasmessa in prima visione negli Stati Uniti dal 26 giugno al 18 settembre 2002. 
| nº | Titolo originale                     | Titolo italiano           | Prima TV USA      | Prima TV Italia |
| -- | ------------------------------------ | ------------------------- | ----------------- | --------------- |
| 1  | En un Momento                        | Addio al celibato         | 26 giugno 2002    |                 |
| 2  | Esperando Lagrimas                   | Uno spot per Carlos       | 3 luglio 2002     |                 |
| 3  | La Guerra de Bibi                    | La guerra di Bibi         | 10 luglio 2002    |                 |
| 4  | Un Miembro De La Familia             | Il segreto di Roberto     | 17 luglio 2002    |                 |
| 5  | Nino Del Polvo                       | Un padre per Henry        | 24 luglio 2002    |                 |
| 6  | Las Tristesas de Zake                | Un titolo da difendere    | 31 luglio 2002    |                 |
| 7  | Justica                              | Il murale della discordia | 7 agosto 2002     |                 |
| 8  | Pararse                              | Il compleanno di Bibi     | 14 agosto 2002    |                 |
| 9  | El Gato, El Vato, La Cena Y El Padre | Una serata particolare    | 21 agosto 2002    |                 |
| 10 | Engano                               | Promesse elettorali       | 28 agosto 2002    |                 |
| 11 | Un Amigo Viejo                       | Un vecchio amico          | 4 settembre 2002  |                 |
| 12 | Verguenza                            | Una casa per tutti        | 11 settembre 2002 |                 |
| 13 | Resureccion                          | L'orgoglio dei Santiago   | 18 settembre 2002 |                 |